# Wizard (motorfiets)
Wizard is een historisch Brits motorfietsmerk. De bedrijfsnaam was Wizard Motor Co., Rhondda, Cardiff (1920-1922).
Engels merk dat 269 cc Wall-Liberty-tweetaktmotoren inbouwde.